# Țesut limfoid asociat intestinului

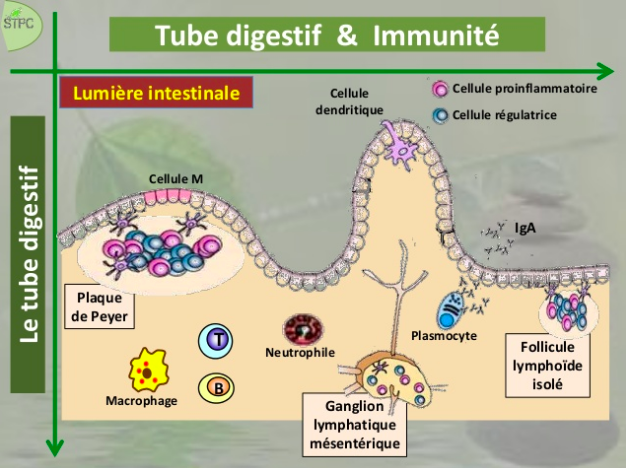
Schemă simplificată a imunității digestive.

Țesutul limfoid asociat intestinului sau GALT (acron. pentru Gut-associated lymphoid tissue) sau țesutul limfoid al tractului digestiv este un sistem de apărare imunitară antimicrobiană a mucoaselor intestinale. 
Țesutul limfoid asociat intestinului este format din aglomerări de limfocite și celule accesorii distribuite difuz și infiltrate în mod normal în peretele tubului digestiv sau organizate frecvent în structuri anatomice similare foliculilor limfoizi, localizate sub epiteliul gastro-intestinal. Acest țesut limfoid este alcătuit din celule dispersate în lamina proprie sau în țesutul conjunctiv subepitelial (plasmocite, limfocite T CD4+, macrofage, mastocite, eozinofile) și limfocite intraepiteliale, inclusiv limfocite T CD8+ care exprimă un “homodimer aa” al moleculei CD8. Aceste limfocite se diferențiază în afara timusului.
În plus față de aceste celule dispersate, GALT este formată din plăci Peyer⁠(d), structuri limfoide organizate în centre germinative separate de zone bogate în celule T și acoperite de un epiteliu monostratificat numit domul plăcilor Peyer. Formațiuni similare se găsesc în intestinul gros și în apendice. Aceste formațiuni permit dezvoltarea unui răspuns imunitar la antigenele ingerate de către celulele M ale domului, cu producerea de anticorpi anti-IgA.
Acestea, împreună cu amigdalele și apendicele vermiform, reprezintă o subdiviziune specializată a sistemului imun, asemănătoare aglomerărilor limfoide asociate mucoasei arborelui respirator (BALT) sau celulelor limfoide asociate dermului (DALT). O particularitate este secreția preferențială a unei mare cantități de anticorpi IgA, la om, sinteza de IgA poate ajunge la 2g/zi, cea mai mare parte fiind transferată în lumenul intestinal. Este implicat, în special, în reactivitatea organismului față de antigenele ingerate, cu participarea plăcilor Peyer, amigdalelor, ganglionilor și foliculilor limfoizi mezenterici, apendicelui etc.